# Nickelodeon Canada
Nickelodeon Canada eller Nick Canada är en engelskspråkig kabel- och satellit-TV-kanal i Kanada som ägs av Corus Entertainment. Kanalen visar, precis som sin amerikanska motsvarighet, tecknad film. Genom avtal med Viacom sänder även Corus-ägda YTV och Treehouse TV Nickelodeon-program.

## Historik
Kanalen lanserades den 2 november 2009 klockan 06.00 at 6AM under licensen "YTV One World", som tilldelats Corus av Canadian Radio-television and Telecommunications Commission (CRTC) in September 2008. Jacob Två- Två var den första serien som sändes. Samma dag som kanalen lanserades stängdes Discovery Kids, också ägd av Corus, ner och ersattes av Nickelodeon. Eftersom frågan var juridisk var kabel- och satellite-TV-bolagen tvungna sluta avtal med Corus för att få sända Nickelodeon, då Discovery Kids bedrivits under annan licens.

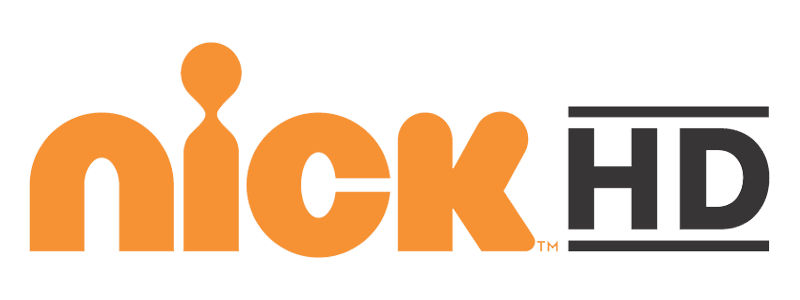
Nick HD-logotypen som användes under Nickelodeons program 2013

Den 9 april 2013 lanserade Telus Optik Nickelodeon HD, en högupplösningsvariant av kanalen. Den 25 juni 2013 lanserades Nickelodeon HD av Rogers Cable, Bell Fibe TV gjorde samma sak senare det året.

## Program
Förutom serier som sänds av den amerikanska motsvarigheten, visar Nickelodeon Canada även serier som Ren & Stimpy, Kenan & Kel och Lille Bill. För att leva upp till krav på att kanadensiskt innehåll också skall sändas, visas även serier från YTV och Treehouse. Dagtid visas, under Nick Jr.-titeln, ett programblock med program riktade till barn i förskoleåldern.

### Fotnoter
1. ↑  Nickelodeon Canada set to launch; Media in Canada; 29 september 2009
2. ↑  Broadcasting Decision CRTC 2008-257, 18 september 2008
3. ↑  "Corus shuttering Discovery Kids, will re-brand Sex TV and Drive-In Classics channels", CARTT.ca, 29 september 2009